# Zagrebačka burza
Zagrebačka burza jedina je hrvatska burza vrijednosnih papira te je jedna od značajnijih burzi vrijednosnih papira u Jugoistočnoj Europi. Smještena je u neboderu Eurotower, na sjecištu Vukovarske i Lučićeve ulice u Zagrebu. U listopadu 2012. godine ukupna vrijednost dionica kompanija koje su kotirale na ovoj burzi iznosila je oko 195 milijardi kuna (oko 26 milijardi eura), dok je u isto vrijeme prosječan dnevni promet iznosio oko 13 milijuna kuna (oko 1,7 milijuna eura). Burza je organizirana kao dioničko društvo.

## Povijest

### Početci
Povijest zagrebačke burze seže u 1907. godinu. Te godine, dana 15. lipnja Savez industrijalaca i trgovaca Hrvatske i Slavonije je u zgradi Trgovačkog doma (današnji Hotel Dubrovnik) otvorio Sekciju za robu i vrednote. Burza je tako poslovala do 1911., kada je zatvorena. Projekt ponovno počinje oživljavati 1917., ali je zbog ratnih nedaća Prvog svjetskog rata rad otežan te se on nastavlja tek 4. lipnja 1918. godine. Tijekom početaka na burzi se trguje svakovrsnom robom, dionicama, mjenicama, stranim novcem te plemenitim metalima. Kasnijih godina mijenja se lokacija, prvo je to bila Jurišićeva ulica 1 te poslije Hatzova ulica 154, da bi 18. srpnja 1927. bila otvorena nova zgrada burze, na adresi Franje Račkoga 1 (današnja zgrada Hrvatske narodne banke). Kako se bliži dolazak Drugog svjetskog rata, značenje Zagrebačke burze polagano opada u korist tadašnje Beogradske burze.

### Razdoblje nakon Drugog svjetskog rata
Godine 1945. zagrebačka burza prestaje s radom, jer kao špekulantska ustanova nije imala mjesta u socijalističkom društvu. Rad burze ponovno je pokrenut nakon raspada bivše Jugoslavije te je ponovno otvorena 1991. godine. Osnovalo ju je 25 banaka i 2 osiguravajuća društva, a nalazila se na zagrebačkom Ksaveru. Među obnotiveljima i utemeljiteljima bio je Dalibor Kovačević, koji je postao prvi predsjednik obnovljene Zagrebačke burze. U ožujku 1994. godine uveden je elektronički sustav trgovanja, koji je kasnije dodatno moderniziran. Godine 2007. Zagrebačkoj burzi pripaja se Varaždinska burza te se stvara jedinstveno tržište kapitala u Hrvatskoj, a i organizacija se seli na današnju lokaciju u neboder Eurotower.

## Trgovanje
Zagrebačka burza d.d. jedino je uređeno tržište u Republici Hrvatskoj, a također upravlja i multilateralnom trgovinskom platformom. Namira transakcija sklopljenih na burzi vrši se preko društva SKDD, s rokom namire T+2. 
Na Zagrebačkoj burzi danas kotira oko 300 različitih vrijednosnih papira, od čega su oko 230 dionice dok ostalo čine obveznice, komercijalni zapisi, prava i certifikati. Trgovanje se u potpunosti odvija elektroničkim putem. Burza je otvorena svaki radni dan od 09:00 do 16:30 sati, a zatvorena je vikendima, državnim blagdanima i danima o kojima je javnost unaprijed obaviještena putem internetskih stranica Burze (www.zse.hr).Trgovinski dan započinje u modalitetu predotvaranja koji traje 15 minuta plus varijabilni završetak. Na burzi se nalozi zadaju putem ovlaštenih društava, čiji se aktualni popis također može pronaći na internetskim stranicama Zagrebačke burze. Rad Zagrebačke burze d.d. nadzire HANFA - Hrvatska agencija za nadzor financijskih usluga. 
Dionice s najvećom tržišnom kapitalizacijom na Zagrebačkoj burzi su INA d.d., HT d.d., Zagrebačka banka d.d., Privredna banka Zagreb d.d., te Janaf d.d. Ukupna tržišna kapitalizacija svih dionica na Zagrebačkoj burzi iznosila je 30.9.2014. 137 mlrd kuna, dok je tržišna kapitalizacija svih vrijednosnih papira iznosila 209 mlrd kuna. 

## Indeksi
Postoje dvije vrste indeksa – dionički i obveznički. Dionički su indeski CROBEX, CROBEX10, CROBEXindustrija, CROBEXkonstrukt, CROBEXnutris, CROBEXplus, CROBEX TR, CROBEXtransport i CROBEXturist, dok su obveznički indeksi CROBIS i CROBIStr.

## Vanjske poveznice
- Službene mrežne stranice Zagrebačke burze